# Гологірка
Гологі́рка — річка в Україні, в межах Золочівського та Буського районів Львівської області. Права притока Полтви (басейн Західного Бугу).
Витоки розташовані біля села Гологірки, між пагорбами Гологорів, на північних схилах Головного європейського вододілу. Тече на північний захід рівнинною територією Надбужанської котловини (частина Малого Полісся), впадає в Полтву між смт Красне і м. Буськом.
Загальна довжина Гологірки приблизно 26 км, площа басейну 150 км². Заплава двостороння, подекуди заболочена, в середній течії каналізована.
Найбільша притока: Вільшаниця (права).
На Гологірці розташоване смт Красне, та села Андріївка, Мала Вільшанка, Скнилів , Бортків , Велика Вільшаниця.